# Velutina lanigera
Velutina lanigera är en snäckart som beskrevs av Moller 1842. Velutina lanigera ingår i släktet Velutina och familjen Velutinidae. Inga underarter finns listade i Catalogue of Life.